# Великолепные райские птицы
Великолепные райские птицы (лат. Diphyllodes) — род воробьинообразных птиц из семейства райских птиц (Paradisaeidae). Эндемичен для острова Новая Гвинея и близлежащих небольших островов Япен и архипелага Раджа-Ампат. Включает два вида:
- Великолепная райская птица (Diphyllodes magnificus) — широко распространена на большей части острова Новая Гвинея от северо-запада до юго-востока, кроме равнины на юго-западе острова, и островах Япен и Салавати (архипелаг Раджа-Ампат)[4];
- Синеголовая великолепная райская птица (Diphyllodes respublica) — обитает только на двух небольших островах Вайгео и Батанта в архипелаге Раджа-Ампат, расположенном у северо-западного побережья острова Новая Гвинея.

Иногда оба вида великолепных райских птиц включают в состав рода Cicinnurus — королевские райские птицы.
Длина тела 16 см у Diphyllodes respublica и 18—20 см у Diphyllodes magnificus. Окраска оперения самцов яркая, многоцветная. В окраске верха тела Diphyllodes magnificus преобладают оранжевые, каштановые и охристые тона, на зашейке перья удлиненные и образуют подобие веера или снопа соломы. Низ тела чёрный с обширным овальным нагрудником темно-изумрудного цвета. Хвост у обоих видов короткий, прямо «обрезанный», с двумя очень удлиненными тонкими центральными рулевыми перьями, закрученными в два широких круга или полукружия у Diphyllodes magnificus и два небольших, но более туго завитых, круга у Diphyllodes respublica.
Оба вида полигамны.

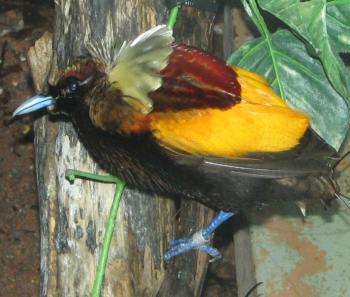
Великолепная райская птица, вид сверху
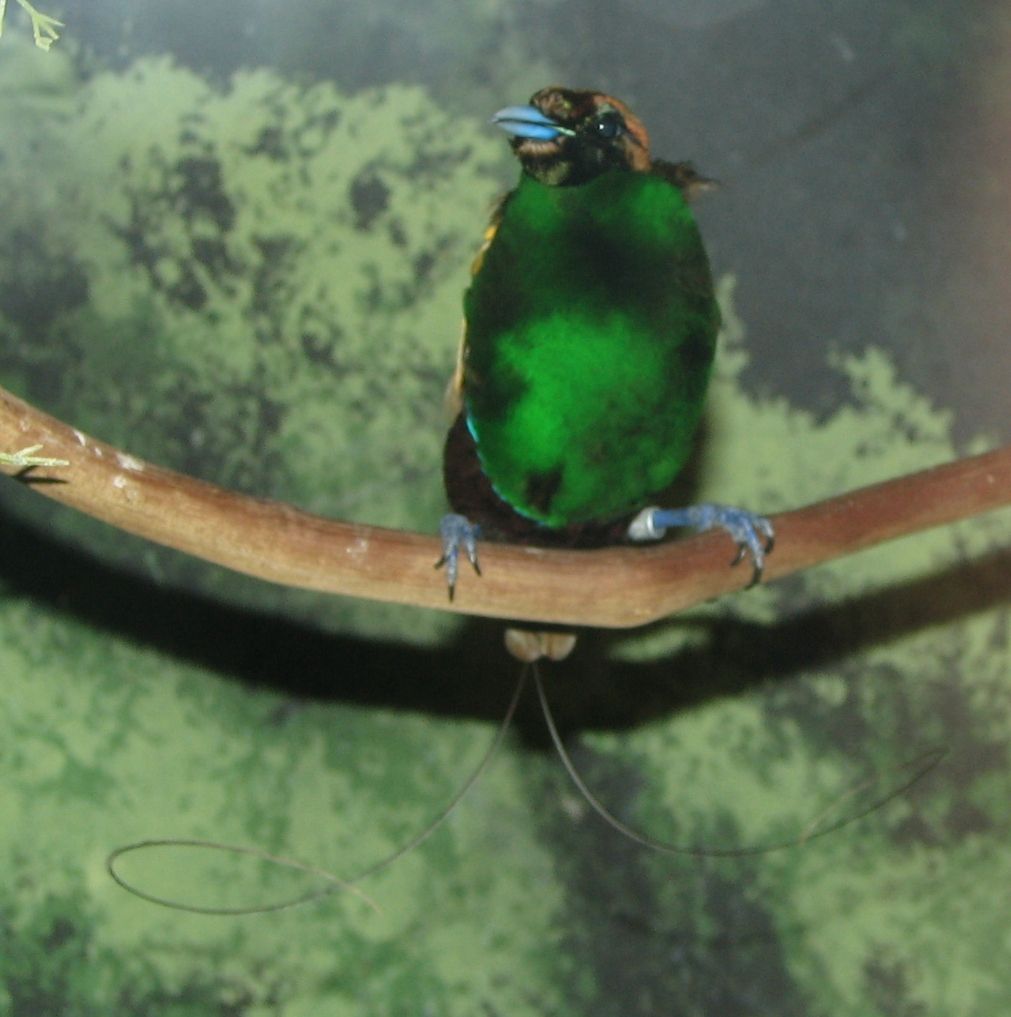
Великолепная райская птица, вид снизу
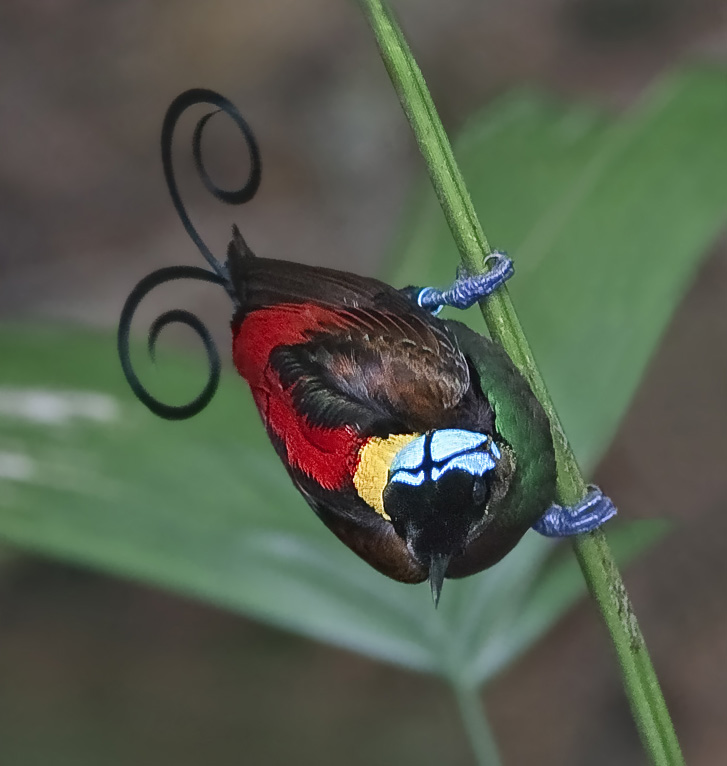
Синеголовая великолепная райская птица